# UL (安全機関)
UL LLC（Underwriters Laboratories Limited Liability Company、以下UL）は、アメリカ合衆国イリノイ州のノースブルックに本拠を構え、試験、検査および認証を行う認証企業。日本語ではアメリカ保険業者安全試験所とも訳される。認証企業として、世界10位前後の規模を持つ。
材料･部品･装置・道具類などから最終製品まで、機能と安全性の規格基準を設定し、同時に評価方法を策定、実際に評価試験を実施する。これらの試験に合格した際には、UL認証マークの使用を認める。
ULは試験対象となった製品等について、何らかの保証を行なっているわけではない。サンプルを評価し安全規格を満たしたものについて、そのサンプルが製品の形状や構成と相似している場合に限って、合格を示すマークを表示する認可を与えている。ULはマークを発行したリストを管理し提供することで、利用者に材料や製品などの検査履歴を知らしめる役割を果たしている。
かつては、Underwriters Laboratories Inc.という名称の非営利機関であったが、2012年に現在の社名に変更され、営利企業となった。

## 歴史
シカゴ万国博覧会 (1893年)において、トーマス・エジソン発明の電球が初めてしかも多量に使用されることとなり、火災保険の引き受け会社（Underwriter）が電気技師のウイリアム・ヘンリー・メリルを派遣し、安全性の確証を得るためのリスク調査に当たらせた。メリルは1894年にデラウェア州法に則って火災保険業者電気局(Underwriter's Electrical Bureau)を設立し、電気製品の普及拡大を背景に事故を防止することを目的とした検査の項目や試験方法の立案と実施を開始した。メリルは同時に全米防火協会の初代会計と会長を務めている。以後、アメリカ最古の安全規格開発機関として対象を拡充し続け、自治体や州から連邦に至る公的な認証と扱われている。そのため、任意の認証制度ながらアメリカ向けに輸出される原料や製品を製造販売する国や企業もULの認可を必要とし、現在ではその認証は世界中で使用されるものとなっている。それに対応してULも世界40か国以上に事業所や関連企業を構えている。

## 対象
電気機器および製品を対象に活動を開始したULは、今や産業機器や機械類全般、自動車部品など広範囲に及んでいる。また、化学物質についての評価においても広く活用されている。ただし、設立時からの視点として「安全」が重視されており、火災防止や事故および盗難対策、ボディアーマーや人命救助関連製品などに力点が置かれている。

## UL認証

### 申請
UL認証は、申請によって評価が行われる。申請を提出した者（申請者 - Applicant）は製造者（Manufacturer）情報を添えて製品または規定された製品のサンプルを提出し、ULが実際に評価を行う。
UL CAP（Certificated Agency Program または Client Agent Program）
ULから認証を得た試験機関がULの代理で試験を行うことも出来る。この製造者とは製造工場を指し、一企業が複数の工場を有している場合や製造工場の新設を行う場合にはその都度変更申請を提出する必要がある。

### リスト
申請を受けたUL（またはUL CAP）は規定された試験を実施し、ULは合格した製品に対しUL認証マーク表示の許可とともにULリストへの記載を行い、FUS Procedure と呼ばれる製造許可証兼検査手順書を製造者（対象製品の製造工場）に貸与する。その後、FUS Procedureに登録された対象製品の製造工場は基本的には事前予告なしでUL代表者における工場検査を定期的に受けることになる。
ULリスト
数字とアルファベット5～6桁で表記される登録者コード（File Number）と、CCN(Category Control Number)と呼ばれる認定を受けた製品群の登録コード（例：IT製品群はNWGQ,NWGQ2,NWGQ3,NWGQ7,NWGQ8,NWGQ9）で識別され、リスト内には製品名、モデル名や一部の評価のみが表記されている。ULリストの中のRecognized Component（コンポーネント・レコグニション）で登録された製品はイエローブック(正式にはRecognized Component Directory)と呼ばれるUL発行の書籍（単体はイエローカードと呼ぶ）、ULのホームページで閲覧できる。

## 種類

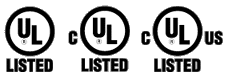
リスティングマーク：最終製品に表示される

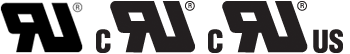
レコグナイズド・コンポーネントマーク　(別名：RUマーク)：部品・部材に表示される

### 認証
ULマーク
UL認証を受けた製品については、それを示すULマークの使用が認められる。具体的には、製品本体、包装、広告やカタログ･パンフレットまたはホームページでの掲示など販売促進資料上に表記･印刷できる。
cULマーク（カナダ規格認証品）
ULにてカナダ向けに安全性の認証を受けた製品については、CSAとULとのMRA相互認証によりCSA認証と同等に認証され、それを示すcULマークの使用が認められ、カナダではCSA規格と同等に扱われる。具体的には、製品本体、包装、広告やカタログ･パンフレットまたはホームページでの掲示など販売促進資料上に表記･印刷できる。
cULusマーク（アメリカ、カナダ規格認証品）
ULにてカナダ向けとアメリカ向け両方の安全性の認証を受けた製品については、CSAとULとのMRA相互認証によりCSA認証と同等に認証され、それを示すcULusマークの使用が認められ、カナダではCSA規格と同等に扱われる。具体的には、製品本体、包装、広告やカタログ･パンフレットまたはホームページでの掲示など販売促進資料上に表記･印刷できる。

### 対象品
リスティング
主に最終製品に対して発行される認証。サンプル評価などを通じ、製品取り扱い上のリスクが無いと認められたものに使用が許諾される。
レコグナイズド・コンポーネント
部品や材料などに対して発行される認証。ただし、コンポーネント・レコグニション認定を得ている部品のみで製造したという理由で、その製品がリスティング認証を受けられる訳ではない。
クラシフィケーション
特定条件下など固有の性質に対する評価に対して発行される認証。

## 認証例
以下に、一部のみ表示
- UL 62：フレキシブルコード、ケーブル類
- UL 94：耐燃性
- UL 796：プリント配線板
- UL 746B：高分子材料：長期物性評価
- UL 1642：リチウム電池
- UL 60950：情報処理機器